# Гумористична наукова фантастика
Гумористична наукова фантастика (науково-фантастична комедія) або комічна наукова фантастика — піджанр наукової фантастики або наукового фентезі, який використовує умовності жанру наукової фантастики для досягнення комедійного ефекту. Наукова фантастика коміксів часто висміює стандартні науково-фантастичні умовності, концепції та тропи — такі як вторгнення інопланетян на Землю, міжзоряні подорожі чи футуристичні технології. Вона також може викривати та критикувати сучасне суспільство.
Раннім прикладом була серія про Піта Менкса Генрі Каттнера та Артура Барнса (іноді вони писали разом, а іноді окремо під псевдонімом Келвін Кент). Серія, опублікована у Вандер сторіс наприкінці 1930-х і на початку 1940-х років, показала карнавального грубіяна, який мандрує в часі, який використовує свої здібності шахрая, щоб уникнути неприємностей. Дві пізніші серії зміцнили репутацію Каттнера як одного з найпопулярніших ранніх авторів коміксів наукової фантастики: серіал про Ґаллегера (про п'яного винахідника та його самозакоханого робота) і серіал про Гоґбена (про сім'ю мутантів-горців). Перший з'явився в Аналог: наукова фантастика та факти у 1943 та 1948 роках і був зібраний у твердій обкладинці як У роботів немає хвостів (Gnome, 1952), а другий з'явився в Захоплюючих дивовижних історіях (Thrilling Wonder Stories) наприкінці 1940-х років. У 1950-х роках комедія стала більш поширеною у науковій фантастиці. Деякі з авторів, які зробили внесок у піджанр, включали: Альфреда Бестера, Гаррі Гаррісона, Сиріла Корнбласа, Фредеріка Пола та Роберта Шеклі.
«Путівник Галактикою» — науково-фантастична серія, написана Дугласом Адамсом. Спочатку це була радіокомедія, яка транслювалася на BBC Radio 4 у 1978 році, але згодом вона трансформувалася в інші формати, включаючи сценічні шоу, романи, комікси, телесеріал 1981 року, комп'ютерну гру 1984 року та художній фільм 2005 року. Видатний серіал у британській масовій культурі «Автостопом по галактиці» став міжнародним мультимедійним феноменом; романи є найбільш розповсюдженими, до 2005 року їх було перекладено більш ніж на 30 мов.
Роман Террі Пратчетта «Страта» 1981 року також є прикладом комічного жанру наукової фантастики.